# Artèria caròtide interna
L'artèria caròtide interna (ACI) és una artèria al coll que subministra circulació cerebral a l'artèria cerebral anterior i a la mitjana.
En anatomia humana, la caròtide interna i l'externa sorgeixen de l'artèria caròtide comuna, on es bifurca a nivell de les vèrtebres cervicals C3 o C4. L'artèria caròtide interna irriga el cervell, inclosos els ulls, mentre que la caròtide externa nodreix altres parts del cap, com ara la cara, cuir cabellut, crani i meninges.